# 統合幕僚学校

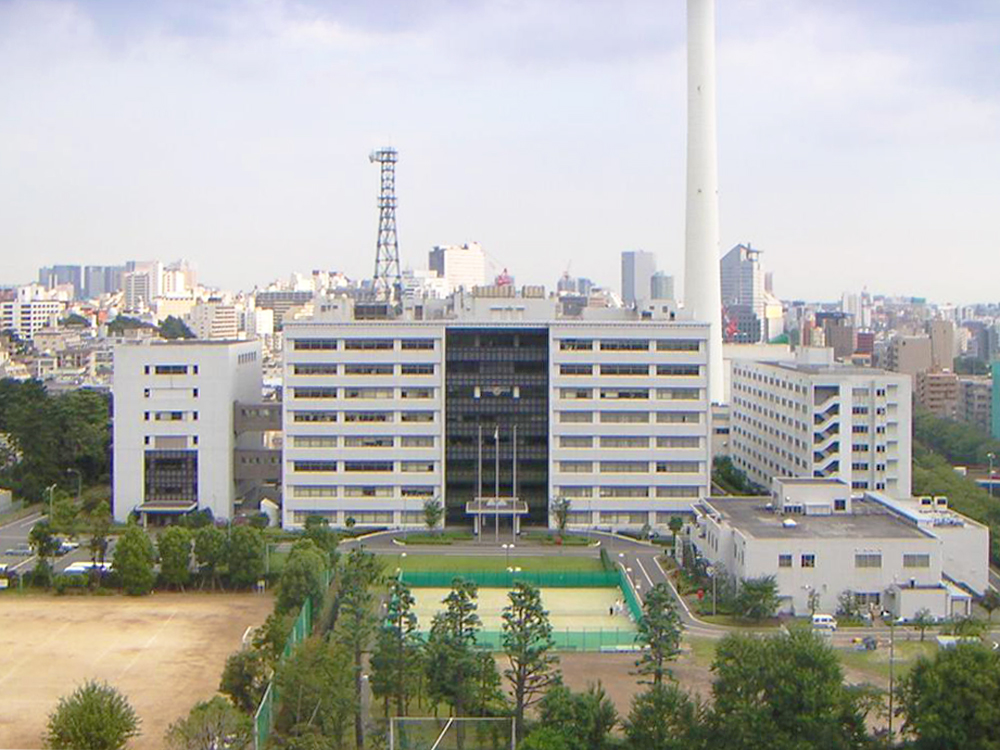
防衛省目黒地区学校棟

統合幕僚学校（とうごうばくりょうがっこう、英: Joint Staff College ）は、防衛省統合幕僚監部に置かれた機関。防衛省目黒地区に所在して、国際平和協力センターを管轄する。

## 概要

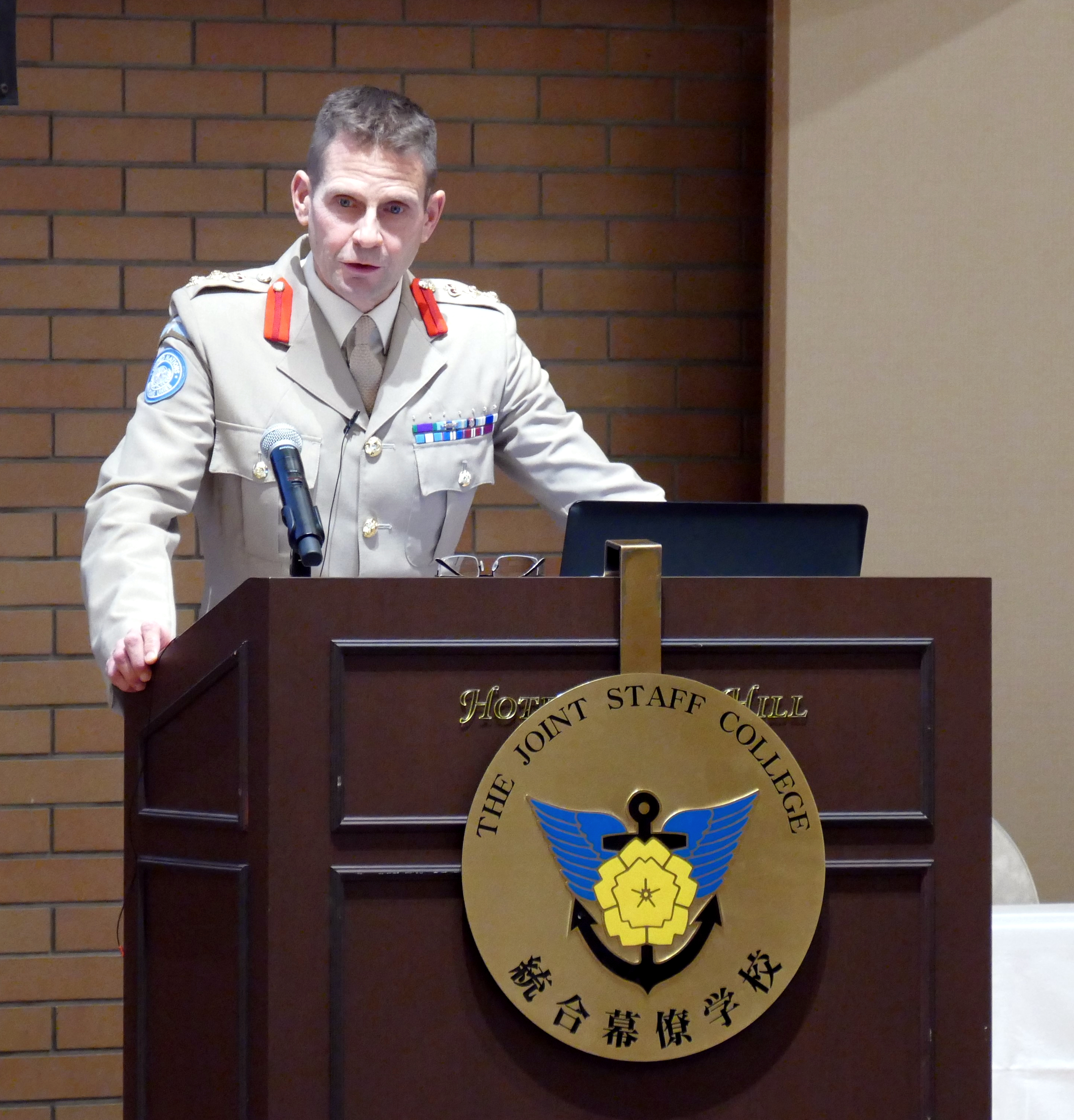
統合幕僚学校の主催するシンポジウムの演台に紋章が掲げられている（2019年12月2日、ホテルグランドヒル市ヶ谷にて）

陸海空各自衛隊の2佐・1佐クラスの自衛官を主な学生として、高級幕僚業務・自衛隊統合運用・安全保障学をはじめとする研究を行っている。
2006年3月の統合運用体制への移行に伴う統合教育体系の変更に伴って廃止されるまでは、統合幕僚学校一般課程の履修期間は通常10ヶ月で、陸海空各幹部学校幹部高級課程・防衛研究所一般課程と並び、将官や上級幕僚になるための登竜門の1つに位置づけられていた（高級3課程）。
統幕学校は2006年3月に一般課程が廃止、統合高級課程、統合短期課程が新設され、防衛大学校や陸海空自衛隊幹部学校同様、海外からの留学生を受け入れている。
1961年8月1日に統合幕僚会議の付置機関として市ヶ谷駐屯地に開設され、1994年10月に目黒地区に移転している。
国際平和協力センターは、2010年3月新設、2016年9月1日に防衛省市ヶ谷地区の厚生棟後方にて建設されたF2棟に移転した。

## 設置されている課程
- 統合高級課程
  - 実施時期 - 10月～翌年3月初旬、3月中旬～7月（幹部高級課程修了後）
  - 毎期の学生数 - 約50名（陸上・海上・航空自衛官から、各々17名前後ずつ）
  - 学生の資格 - 幹部高級課程を修了した1佐または2佐
  - 履修科目 - 防衛学・統合運用・総合研究・現地研修（国内・国外）など
- 統合短期課程
  - 実施時期 - 8月～9月上旬（防衛研究所一般課程入所前）
  - 毎期の学生数 - 約30名（陸上・海上・航空自衛官から、各々10名前後ずつ）
  - 学生の資格 - 指揮幕僚課程を修了した（またはこれと同等の能力を有すると認められる）1佐または2佐
  - 履修科目 - 防衛学・統合運用など
- 特別課程
  - 実施時期 - 9月上旬～10月初旬
  - 毎期の学生数 - 約36名（陸上・海上・航空自衛官から、各々12名前後ずつ）
  - 学生の資格 - 将補または1佐
  - 履修科目 - 軍事情勢・統合運用
- 陸上・海上・航空幹部学校合同統合教育
  - 実施期間 - 指揮幕僚課程では約5週間、幹部高級課程では約6週間

## 組織編成
- 企画室
  - 計画係
  - 監理係
  - 国際交流専門官
  - 企画・監理専門官
- 総務課
  - 総務班
    - 庶務係
    - 人事係
    - 会計係
    - 車両係
    - 印刷係
    - 情報保証専門官
- 教育課
  - 教育管理班
    - 教育企画係

  - 教務班
    - 教務係
    - 教材係

  - 第1教官室
  - 第2教官室
- 国際平和協力センター（市ヶ谷地区）
  - 総括主任研究官
  - 総務グループ
    - 総務係
    - 広報係

  - 教育・研究室
    - 企画係
    - 資料係

## 主要幹部
| 官職名                 | 階級    | 氏名     | 補職発令日     | 前職                                   |
| ---------------------- | ------- | -------- | -------------- | -------------------------------------- |
| 統合幕僚学校長         | 空将    | 佐藤網夫 | 2024年12月20日 | 中部航空警戒管制団司令 兼 入間基地司令 |
| 副校長                 | 海将補  | 塚越康記 | 2024年08月02日 | 横須賀地方総監部管理部長               |
| 企画室長               | 1等海佐 | 福山義人 | 2024年03月25日 | 大湊警備隊司令                         |
| 総務課長               | 事務官  | 幸野哲也 | 2016年04月01日 | 防衛医科大学校教務部教務課長           |
| 教育課長               | 1等空佐 | 橋田和浩 | 2024年06月03日 | 教材整備隊司令                         |
| 国際平和協力センター長 | 1等陸佐 | 渡邉邦嘉 | 2024年03月21日 | 第4特科群長 兼 上富良野駐屯地司令      |

| 代 | 階級 | 氏名       | 在任期間               | 出身校・期          | 前職                                          | 後職                                     |
| -- | ---- | ---------- | ---------------------- | ------------------- | --------------------------------------------- | ---------------------------------------- |
| 01 | 空将 | 汾陽光文   | 1961.8.1 - 1962.7.31   | 陸士42期・ 陸大54期 | 統合幕僚会議事務局長専任                      | 航空幕僚監部付 →1962.10.1 術科教育本部長 |
| 02 | 陸将 | 田中義男   | 1962.8.1 - 1964.8.13   | 陸士40期・ 陸大51期 | 第12師団長                                    | 陸上幕僚監部付 →1964.12.15 退職          |
| 03 | 陸将 | 吉江誠一   | 1964.8.14 - 1966.4.29  | 陸士43期・ 陸大50期 | 第13師団長                                    | 陸上幕僚長                               |
| 04 | 空将 | 緒方景俊   | 1966.4.30 - 1967.11.14 | 陸士46期・ 陸大55期 | 航空自衛隊幹部候補生学校長                    | 術科教育本部長                           |
| 05 | 海将 | 星野清三郎 | 1967.11.15 - 1969.6.30 | 海兵63期            | 練習艦隊司令官                                | 舞鶴地方総監                             |
| 06 | 陸将 | 谷村 弘    | 1969.7.1 - 1971.6.30   | 陸士49期・ 陸大59期 | 第8師団長                                     | 中部方面総監                             |
| 07 | 空将 | 白川元春   | 1971.7.1 - 1971.8.9    | 陸士51期・ 陸大58期 | 西部航空方面隊司令官                          | 航空幕僚副長                             |
| 08 | 陸将 | 舞 敏方    | 1971.8.20 - 1972.3.15  | 陸士50期・ 陸大57期 | 陸上幕僚監部第5部長                           | 北部方面総監                             |
| 09 | 空将 | 寺本 光    | 1972.3.16 - 1973.6.30  | 陸士52期・ 陸大59期 | 航空総隊司令部幕僚長                          | 術科教育本部長                           |
| 10 | 海将 | 井上龍昇   | 1973.7.1 - 1974.6.30   | 海兵68期            | 海上自衛隊第1術科学校長                       | 呉地方総監                               |
| 11 | 陸将 | 栗栖弘臣   | 1974.7.1 - 1975.3.16   | 東京帝大・ 短現10期 | 第13師団長                                    | 東部方面総監                             |
| 12 | 陸将 | 村木杉太郎 | 1975.3.17 - 1976.6.30  | 東京商大・ 短現9期  | 第10師団長                                    | 退職                                     |
| 13 | 空将 | 松尾 繁    | 1976.7.1 - 1977.6.30   | 陸士55期            | 輸送航空団司令                                | 飛行教育集団司令                         |
| 14 | 海将 | 常廣栄一   | 1977.7.1 - 1978.6.30   | 海兵71期            | 海上訓練指導隊群司令 →1977.6.1 海上幕僚監部付 | 横須賀地方総監                           |
| 15 | 海将 | 左近允尚敏 | 1978.7.1 - 1979.11.19  | 海兵72期            | 防衛大学校訓練部長                            | 退職                                     |
| 16 | 陸将 | 冨澤松司   | 1979.11.20 - 1981.1.5  | 陸士57期            | 第11師団長                                    | 死亡                                     |
| 17 | 空将 | 片尾伸夫   | 1981.1.27 - 1981.4.9   | 海兵74期            | 航空自衛隊第1術科学校長                       | 兼務解除 統合幕僚会議事務局長専任        |
| 18 | 空将 | 近藤博隆   | 1981.4.10 - 1983.6.30  | 陸士60期            | 航空総隊司令部幕僚長                          | 術科教育本部長                           |
| 19 | 陸将 | 小森昭治   | 1983.7.1 - 1984.6.30   | 陸航士60期          | 第5師団長                                     | 退職                                     |
| 20 | 陸将 | 海和敬希   | 1984.7.1 - 1985.6.30   | 陸予士61期          | 陸上幕僚監部監察官                            | 退職                                     |
| 21 | 海将 | 坂入和郎   | 1985.7.1 - 1987.7.6    | 青学大・ 海3期幹候  | 教育航空集団司令官                            | 退職                                     |
| 22 | 空将 | 高橋恆清   | 1987.7.7 - 1990.3.15   | 防大1期             | 保安管制気象団司令                            | 航空教育集団司令官                       |
| 23 | 空将 | 長谷川孝一 | 1990.3.16 - 1991.3.15  | 防大2期             | 北部航空方面隊司令官                          | 航空教育集団司令官                       |
| 24 | 空将 | 宮下裕     | 1991.3.16 - 1991.6.30  | 防大3期             | 西部航空方面隊司令官                          | 統合幕僚会議事務局長                     |
| 25 | 陸将 | 阿部賢吉   | 1991.7.1 - 1993.6.30   | 防大3期             | 第7師団長                                     | 退職                                     |
| 26 | 海将 | 山本安正   | 1993.7.1 - 1994.6.30   | 防大7期             | 海上幕僚監部人事教育部長                      | 統合幕僚会議事務局長                     |
| 27 | 空将 | 伊藤 惇    | 1994.7.1 - 1996.3.24   | 防大7期             | 南西航空混成団司令                            | 航空自衛隊補給本部長                     |
| 28 | 陸将 | 佐々木英嗣 | 1996.3.25 - 1997.6.30  | 防大7期             | 第10師団長                                    | 退職                                     |
| 29 | 空将 | 井上 章    | 1997.7.1 - 1998.6.30   | 防大10期            | 技術研究本部技術開発官 （航空機担当）         | 航空教育集団司令官                       |
| 30 | 空将 | 野竹 隆    | 1998.7.1 - 1999.7.8    | 防大10期            | 技術研究本部技術開発官 （航空機担当）         | 航空自衛隊補給本部長                     |
| 31 | 海将 | 経田 勇    | 1999.7.9 - 2001.3.26   | 防大12期            | 第4護衛隊群司令                               | 海上幕僚副長                             |
| 32 | 海将 | 太田文雄   | 2001.3.27 - 2001.12.2  | 防大14期            | 統合幕僚会議事務局第4幕僚室長                 | 情報本部長                               |
| 33 | 陸将 | 藤田昭治   | 2001.12.3 - 2002.12.1  | 防大12期            | 第5師団長                                     | 退職                                     |
| 34 | 空将 | 田母神俊雄 | 2002.12.2 - 2004.8.29  | 防大15期            | 航空幕僚監部装備部長                          | 航空総隊司令官                           |
| 35 | 空将 | 高橋健才   | 2004.8.30 - 2006.9.18  | 防大16期            | 中部航空方面隊司令官                          | 退職                                     |
| 36 | 陸将 | 庄田 豊    | 2006.9.19 - 2007.7.2   | 防大16期            | 第7師団長                                     | 退職                                     |
| 37 | 空将 | 外薗健一朗 | 2007.7.3 - 2008.3.25   | 防大18期            | 中部航空方面隊司令官                          | 情報本部長                               |
| 38 | 陸将 | 姉崎泰司   | 2008.3.26 - 2009.3.23  | 防大19期            | 第11師団長                                    | 退職                                     |
| 39 | 陸将 | 宮島俊信   | 2009.3.24 - 2009.12.6  | 防大20期            | 第4師団長                                     | 中央即応集団司令官                       |
| 40 | 陸将 | 渡邊 隆    | 2009.12.7 - 2011.8.4   | 防大21期            | 第1師団長                                     | 東北方面総監                             |
| 41 | 陸将 | 林一也     | 2011.8.5 - 2012.7.25   | 防大21期            | 第9師団長                                     | 退職                                     |
| 42 | 空将 | 石野次男   | 2012.7.26 - 2013.8.21  | 防大22期            | 中部航空方面隊司令官                          | 退職                                     |
| 43 | 海将 | 伊藤俊幸   | 2013.8.22 - 2014.8.4   | 防大25期            | 海上自衛隊第2術科学校長                       | 呉地方総監                               |
| 44 | 陸将 | 高橋勝夫   | 2014.8.5 - 2016.3.22   | 防大25期            | 第9師団長                                     | 退職                                     |
| 45 | 海将 | 坂田竜三   | 2016.3.23 - 2017.7.31  | 防大26期            | 大湊地方総監                                  | 退職                                     |
| 46 | 海将 | 出口佳努   | 2017.8.1 - 2019.3.31   | 岡山大・ 海37期幹候 | 佐世保地方総監部幕僚長                        | 海上幕僚副長                             |
| 47 | 陸将 | 清田安志   | 2019.4.1 - 2020.8.24   | 防大29期            | 第6師団長                                     | 退職                                     |
| 48 | 陸将 | 沖邑佳彦   | 2020.8.25 - 2021.3.25  | 防大31期            | 第4師団長                                     | 北部方面総監                             |
| 49 | 陸将 | 田尻祐介   | 2021.3.26 - 2022.7.31  | 防大32期            | 第12旅団長                                    | 第9師団長                                |
| 50 | 海将 | 二川達也   | 2022.8.1 - 2023.8.28   | 防大32期            | 航空集団司令官                                | 呉地方総監                               |
| 51 | 空将 | 坂本浩一   | 2023.8.29 - 2024.3.27  | 防大34期            | 中部航空方面隊司令官                          | 航空自衛隊補給本部長                     |
| 52 | 空将 | 谷嶋正仁   | 2024.3.28 - 2024.12.19 | 防大34期            | 南西航空方面隊司令官                          | 航空総隊司令官                           |
| 53 | 空将 | 佐藤網夫   | 2024.12.20 -           | 生徒30期・ 防大35期 | 中部航空警戒管制団司令 兼 入間基地司令        |                                          |